# Heterolocha xerophilaria
Heterolocha xerophilaria är en fjärilsart som beskrevs av Rudolf Püngeler 1903. Heterolocha xerophilaria ingår i släktet Heterolocha och familjen mätare. Inga underarter finns listade i Catalogue of Life.